# 天主教赫克瑟姆暨紐卡斯爾教區
天主教赫克瑟姆暨紐卡斯爾教區（拉丁語：Dioecesis Hagulstadensis et Novacastrensis）是英國英格蘭一個羅馬天主教教區，範圍包括諾森伯蘭郡、泰恩-威爾郡和達勒姆郡。此教區屬利物浦總教區，座堂位於泰恩河畔紐卡斯爾。
教區於2011年的時候有201,700名教友，估轄區總人口9%，有180個堂區、182名司鐸、23名終身執事、20名修士、122名修女。1850年英格蘭恢復聖統制，升為教區。
現任主教為羅勃·柏恩，榮休主教為雅各伯·康寧漢。